# Wabern
Wabern település Németországban, Hessen tartományban. Lakosainak száma 7373 fő (2023. december 31.).

## Népesség
A település népességének változása:
| Lakosok száma | 1186 | 7349 | 7313 | 7375 | 7447 | 7373 |
|               | 1910 | 2017 | 2019 | 2021 | 2022 | 2023 |